# Qoph
Qoph是许多闪米特字母表中的第十九个字母，包括腓尼基字母、亚兰字母、叙利亚字母、希伯来字母‎以及阿拉伯字母‎。其发音为[kˤ]或[q]。
腓尼基字母还演变为了古希腊字母Ϙ、拉丁字母Q以及西里尔字母Ҁ。